# Leningrad (1966)
Leningrad byl druhý a zároveň poslední sovětský vrtulníkový křižník Projektu 1123 (v sovětské terminologii byl klasifikován jako letadlový křižník). Druhou jednotkou této třídy byl vrtulníkový křižník Moskva. Leningrad byl zařazen do služby v roce 1969. V aktivní službě byl do svého vyřazení v roce 1993.

## Pozadí vzniku

Leningrad v roce 1990

Projekt stavby nosiče Leningrad oficiálně schválen v roce 1958 jako Projekt 1123 Kondor. Celý projekt byl kompromisem mezi potřebami admirality a možnostmi ruského hospodářství a loděnic. Základy lodi byly položeny v loděnici Jižní Nikolajev v roce 1965. do služby byl křižník zařazen v roce 1969.

## Konstrukce

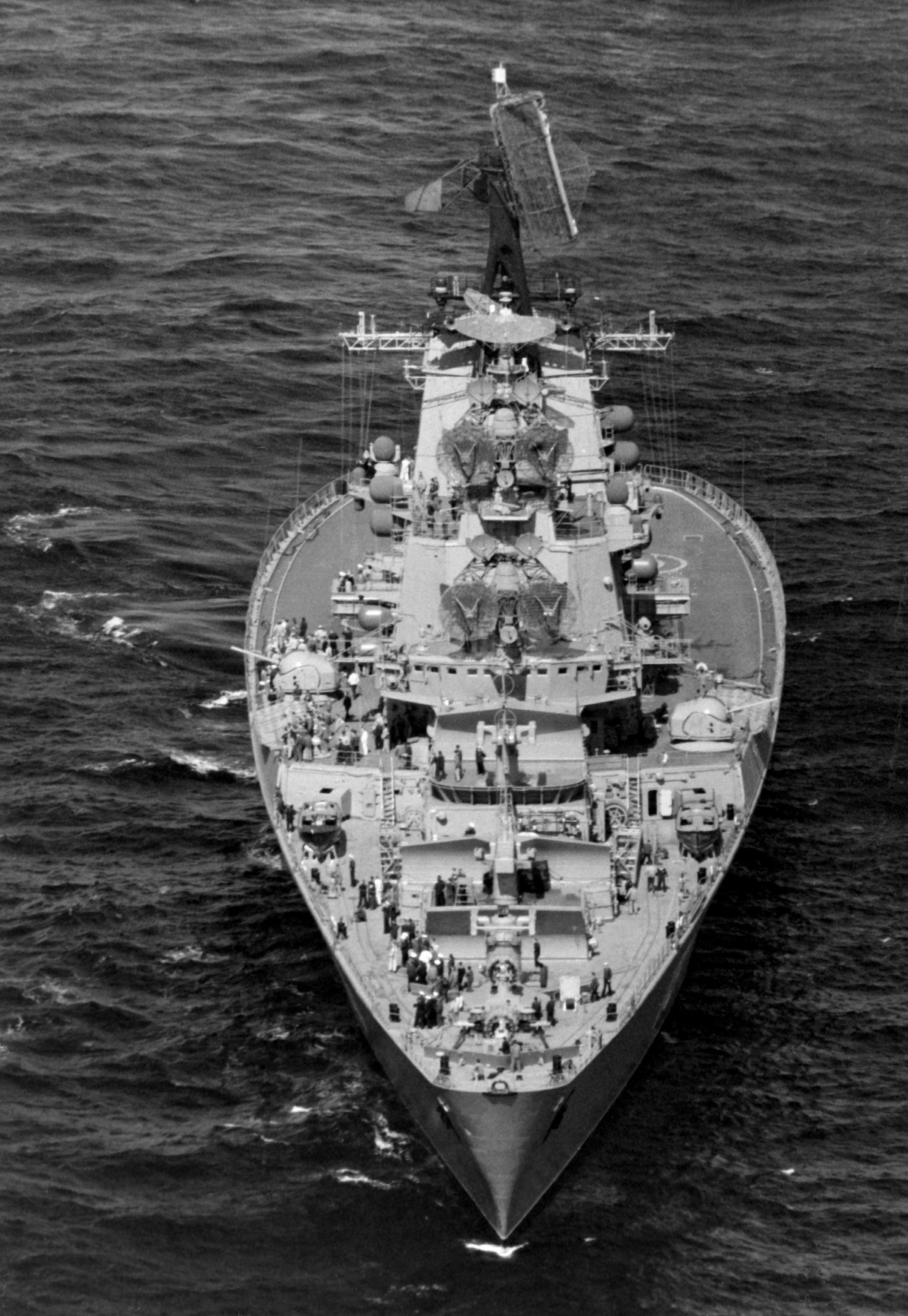
Leningrad

Projekt 1123 připomínal jiné konstrukce s podobnou koncepcí – francouzský křižník Jeanne d'Arc a italské vrtulníkové křižníky tříd Andrea Doria a Vittorio Veneto. Svým výtlakem je však sovětská plavidla výrazně převyšovala.
Loď byla rozdělena na dvě části. V přední polovině byla nástavba, obsahující hlavňové a raketové zbraňové systémy, zatímco zadní polovinu lodi zabírala letová paluba o rozměrech 81 × 34 metrů s pěti vzletovými body pro vrtulníky. Zatímco čtyři z nich byly uspořádány po dvojicích za sebou a označeny čísly 1 až 4, uprostřed byla pátá plocha označená písmenem. Dva obdélníkové výtahy spojovaly letovou palubu s podpalubním hangárem o rozměrech 67 × 25 m. Ve spodní části rozměrného komínu byl ještě malý hangár pro dva velitelské vrtulníky. Křižník Leningrad celkem nesl 14 vrtulníků Kamov Ka-25PL. Vrtulníky měly za úkol pohybovat se v malých rojích a vytvářet protiponorkovou clonu ve střední vzdálenosti.
Hlavňovou výzbroj křižníku tvořily dva dvouhlavňové dvouúčelové 57mm kanóny AK-725. K ničení ponorek sloužily dva dvanáctihlavňové vrhače raketových hlubinných pum RBU-6000 Smerč-2 a jedno dvojité odpalovací zařízení systému RPK-1 Vichr (SUW-N-1) pro raketová torpéda PLO-82-P (FRAS-1) s pětikilotunovou bojovou hlavicí a doletem okolo 30 km. Na palubě se nacházelo okolo 48 kusů. Protiletadlovou výzbroj představovala dvě dvojitá odpalovací zařízení řízených střel M-11 Štorm (v kódu NATO SA-N-3 Goblet) s doletem 35 km a dostupem 25 km. Neseno bylo celkem 96 těchto střel. Loď také nesla dva pětihlavňové 533mm torpédomety. Ty ovšem byly v letech 1977–1978 odstraněny.
Pohonný systém tvořily dvě parní turbíny a čtyři vysokotlaké kotle. Křižník dosahoval rychlosti až 28,8 uzlu.

## Operační služba
Leningrad sloužil v Černém moři. V roce 1973 však spolupracoval na vyčištění Suezského průplavu od námořních min po arabsko-izraelské válce Jom Kippur.